# Zaireeka
Zaireeka es un álbum de The Flaming Lips que fue lanzado en 1997. Es muy experimental, y consiste en una caja de cuatro discos que deben ser tocados al mismo tiempo, pueden ser omitido uno, dos o inclusive tres de los cuatro discos. Aunque por muchos críticos fue bien recibido, el concepto de cuatro discos tocándose al mismo tiempo fue muy criticado.

## Lista de temas
La lista de temas es el mismo para cada disco.
1. "Okay I'll Admit That I Really Don't Understand" – 2:52
2. "Riding to Work in the Year 2025 (Your Invisible Now)" [sic] – 7:02
3. "Thirty-five Thousand Feet of Despair" – 4:59
4. "A Machine in India" – 10:24
5. "The Train Runs over the Camel But Is Derailed by the Gnat" – 6:13
6. "How Will We Know? (Futuristic Crashendos)" – 2:24
7. "March of the Rotten Vegetables" – 6:27
8. "The Big Ol' Bug Is the New Baby Now" – 5:11

- Datos: Q1757122